# Su Song
Su Song (poenostavljena kitajščina: 苏颂; tradicionalna kitajščina: 蘇頌; pinjin: Sū Sòng; Pe̍h-ōe-jī: So͘ Siōng; vljudnostno ime: Dzirong kitajsko: 子容; pinjin: Zirong), kitajski inženir in izumitelj, * 1020, † 1101.
Su Song je najbolj znan kot izumitelj astronomske ure na vodni pogon.